# بنسلفانيا جازيت (صحيفة)
بنسلفانيا جازيت (بالإنجليزية: Pennsylvania Gazette) هي صحيفة أمريكية وهي الجريدة الرسمية لولاية بنسلفينيا أصدرها بنجامين فرانكلين عام 1728، وهي ثاني صحيفة تنشر في ولاية بنسلفينا تحت اسم Pennsylvania Gazette.